# Boetseren

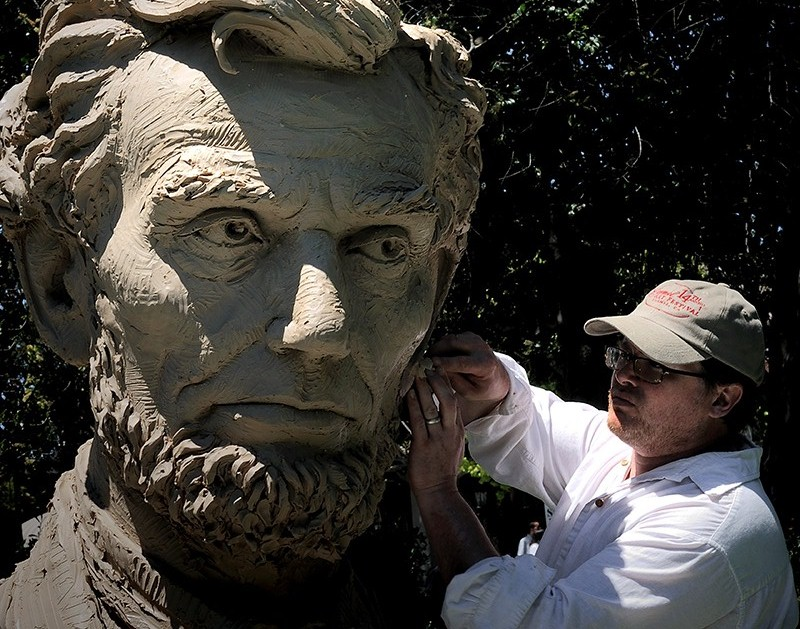
De beeldhouwer Steven Whyte boetseert een portret van Abraham Lincoln

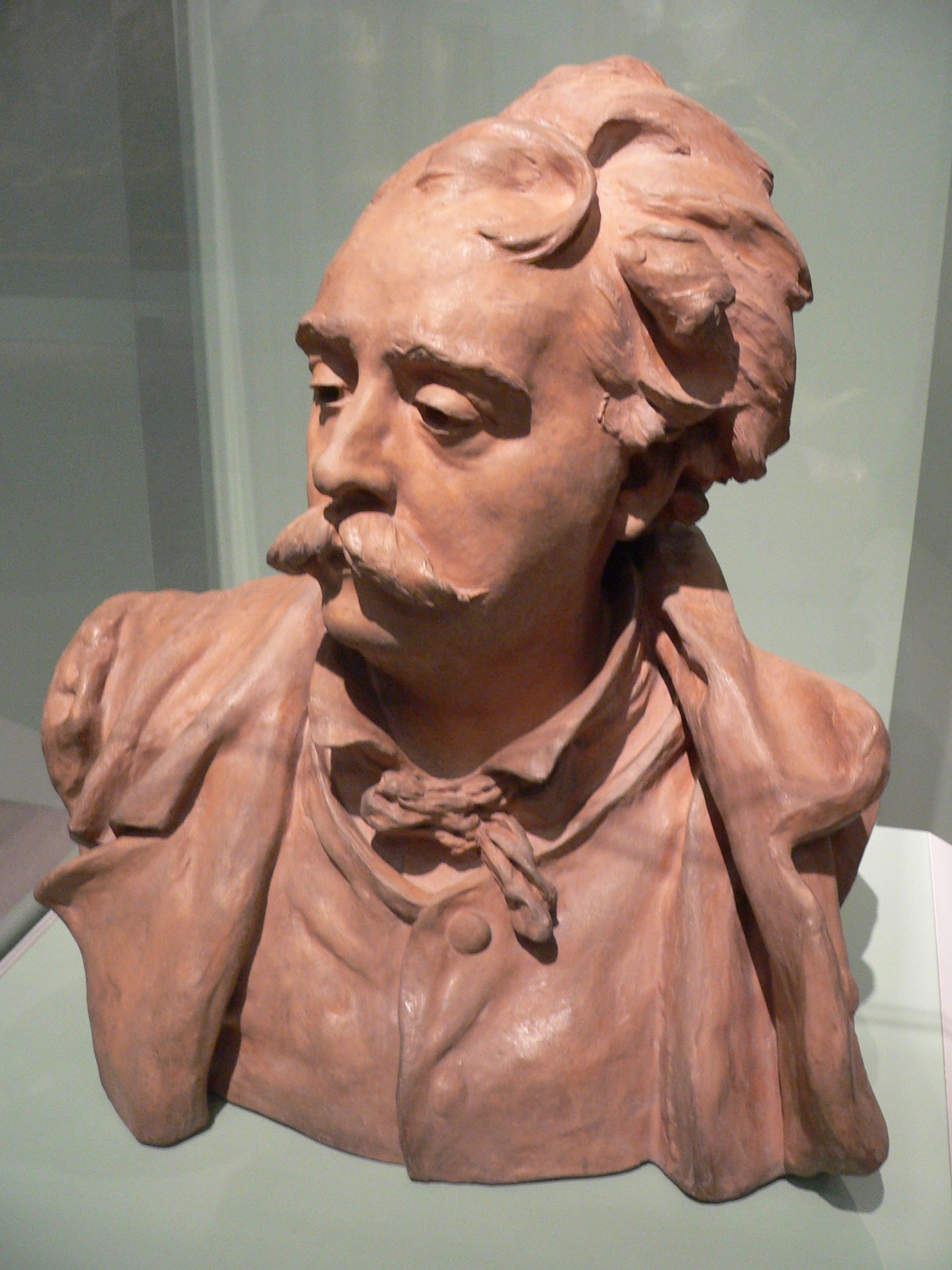
Een buste van de beeldhouwer Albert-Ernest Carrier-Belleuse, door Auguste Rodin (1882). Terracotta, oorspronkelijk geboetseerd in klei

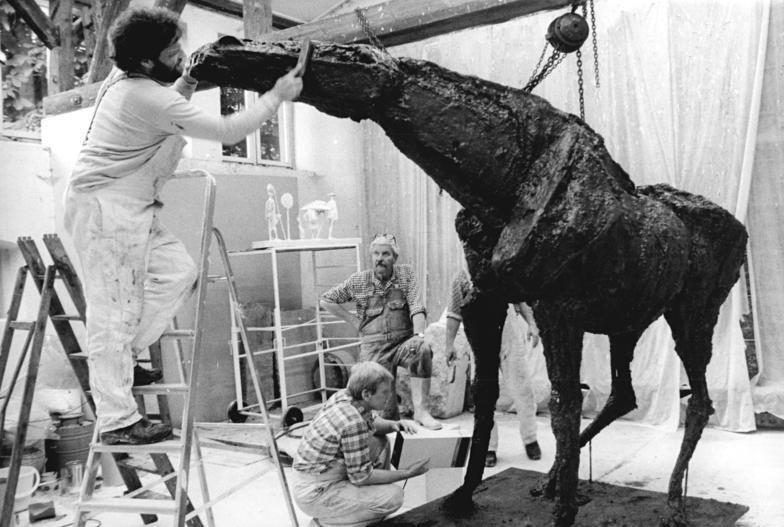
Een geboetseerd paard van was

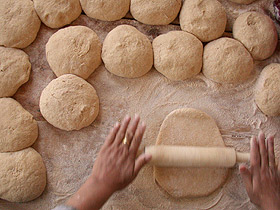
Brooddeeg

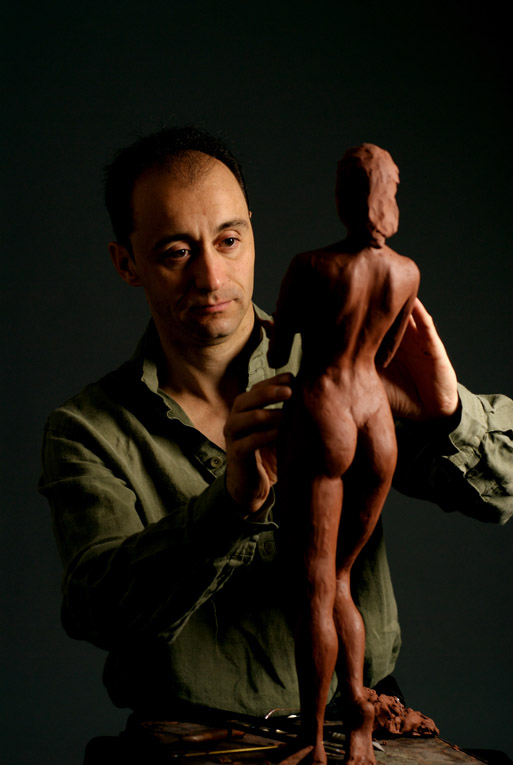
Boetseren in kunstklei

Boetseren is een bewerking die wordt beoefend als hobby of als onderdeel van een beroep zoals beeldhouwer, modelleur of requisiteur, waarbij men met de hand vormen maakt van een zachte massa, bijvoorbeeld boetseerklei, boetseerwas, plasticine of brooddeeg. In ruimere zin kan ook het modelleren met gips hieronder begrepen worden.

## Boetseerklei
Boetseerklei is klei die bedoeld is om met de hand gemodelleerd (geboetseerd) te worden, waarna het object gedroogd en vervolgens gebakken wordt. De techniek wordt veel gebruikt voor het maken van beelden en wordt onderwezen op de middelbare school bij handenarbeid/handvaardigheid, en op kunstacademies.
De structuur van de klei wordt aangeduid met de naam. Veel voorkomende klei is bijvoorbeeld grove chamotte en fijne chamotteklei. De chamotte in boetseerklei bestaat uit kleine stukjes gebakken klei, die ertoe dienen om het geboetseerde werk te beschermen tijdens het droog- en bakproces. Eventueel onbedoelde insluitsels van lucht, die een boetseerwerk zonder chamotte bij het bakken zouden doen exploderen door de uitzetting, worden door de toevoeging van chamotte geneutraliseerd: de minieme poriën die de chamotte bij droging veroorzaakt, zorgen voor genoeg ruimte om de lucht te laten ontsnappen.
Er zijn verschillende manieren om klei te bewerken, afhankelijk van de vorm van het het werk, bijvoorbeeld bekloppen met een plat of een rond stuk hout, snijden met een mesje, klei verwijderen met een mirette, of boetseren met de handen, nagels en boetseerspatels.
Als het werk af is, en een aantal weken te drogen heeft gestaan, kan het gebakken worden. Belangrijk hierbij is te zorgen dat er geen luchtbel(len) in het kleiwerk zitten, anders bestaat de mogelijkheid dat het knapt tijdens het bakproces, doordat de lucht uit gaat zetten. Het bakken van klei moet in een speciale oven gebeuren onder zeer hoge temperaturen (> 1000°C). Klei moet gebakken worden om het duurzaam te kunnen bewaren.
Nadat het werk is gebakken kan het worden afgewerkt, bijvoorbeeld door schilderen of glazuren.

## Boetseerwas
Boetseerwas, een synthetisch product, moet eerst worden verwarmd totdat het soepel genoeg is om te bewerken. Bij handwarme temperatuur is het kneedbaar; bij hogere temperaturen kan het gegoten worden om het daarna tot bijvoorbeeld platen te laten stollen; bij kamertemperatuur en lager behoudt het zijn vorm. Van oudsher werd bijenwas hiervoor gebruikt. Deze wasmodellen kunnen (met toevoeging van bijvoorbeeld zaagsel) bij goede opslag eeuwenlang houdbaar blijken. Ook nu nog wordt bijenwas wel gebruikt voor boetseren. Boetseerwas en gietwas worden ook gebruikt bij bronsgieten volgens de verlorenwasmethode.

## Brooddeeg
Brooddeeg is een mengsel van meel of bloem (vooral dat van tarwe is zeer geschikt), wat water en eventueel gist en zout.
Hierdoor ontstaat een elastische massa die met de hand of in een vorm vormgegeven kan worden. Vervolgens wordt het deeg gebakken, waardoor het brood wordt.
Meestal is het brood eetbaar, maar soms is het uitsluitend als plastisch kunstwerk bedoeld; hiervoor wordt dan extra veel zout toegevoegd om de houdbaarheid te verlengen.

## Kunstklei
Er bestaan verschillende soorten kunststoffen om mee te boetseren. Sommige zijn bedoeld om steeds opnieuw gebruikt te worden, andere harden vanzelf uit en enkele moeten gebakken worden.

### Op olie gebaseerde kunstklei
Veel soorten kunstklei zijn op oliebasis, vaak in een combinatie met (kunst)was en kleimineralen. Er zijn zwavelhoudende en zwavelvrije kunstkleien. Omdat de olie in de klei niet verdampt zoals water, blijft deze klei ook na lange tijd in droge omgeving nog goed kneedbaar. Hierdoor kan deze kunstklei ook niet nagebakken worden om het hard te maken. Met het verhogen of verlagen van de temperatuur kan wel de kneedbaarheid van het materiaal beïnvloed worden. Deze kunstklei is niet wateroplosbaar. Vanwegde de houdbaarheid wordt het vaak gebruikt bij klei-animatie en voor boetseerstudies, vooral als tussen de werkzaamheden lange intervallen zijn, zoals bij kunstacademies.
Belangrijkste merken:
- Plastiline werd in 1880 in Duitsland gepatenteerd door Franz Kolb
- Plasteline werd in 1892 ontwikkeld door de Amerikaan Claude Chavant en gepatenteerd in 1927
- Plasticine werd in 1897 uitgevonden door de Engelsman William Harbutt uit Bathampton
- Roma Plastilina van Sculpture House. Volgens hun website levert deze firma ruim honderd jaar dit materiaal

Deze klei bestaat in diverse hardheidsgraden. De hardste moet eerst in een oven zacht gemaakt worden voor het te boetseren is, maar kan naderhand met schrapen, schaven en zelfs schuren worden afgewerkt. Deze variant wordt ook toegepast in de auto-industrie bij de vormgeving van prototypen.

### Polymeerklei
Polymeerklei is kunstklei die in een keukenoven of anders op lage temperatuur (bijvoorbeeld 120°) uithardt. Bekende merken zijn Fimo-klei, Premo, Kato Polyclay, Sculpey, Cernit, Formello, Modello, Das.

## Afbeeldingen

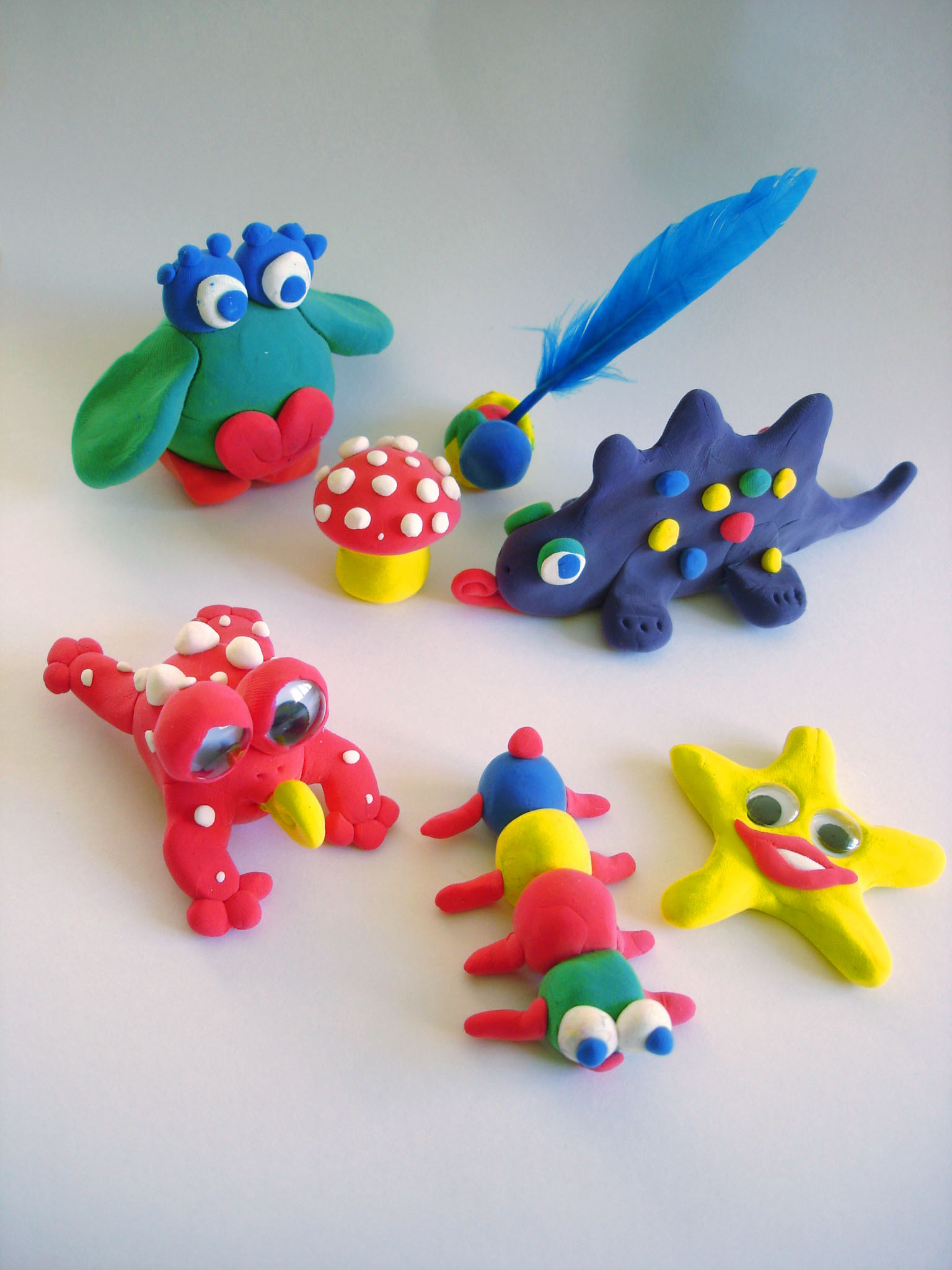
Play Doh
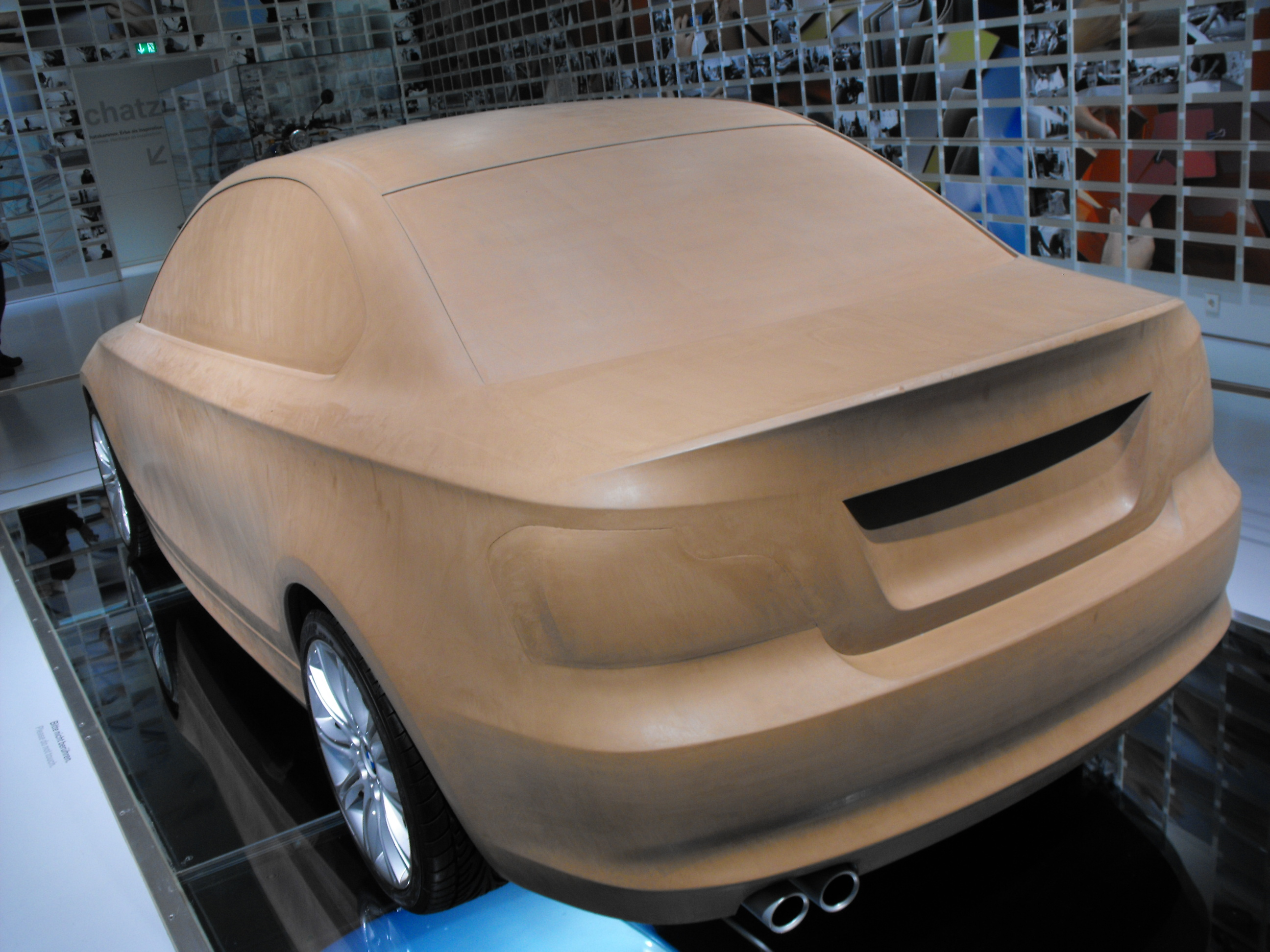
Industrieel modelleren: een BMW-model in kunstklei
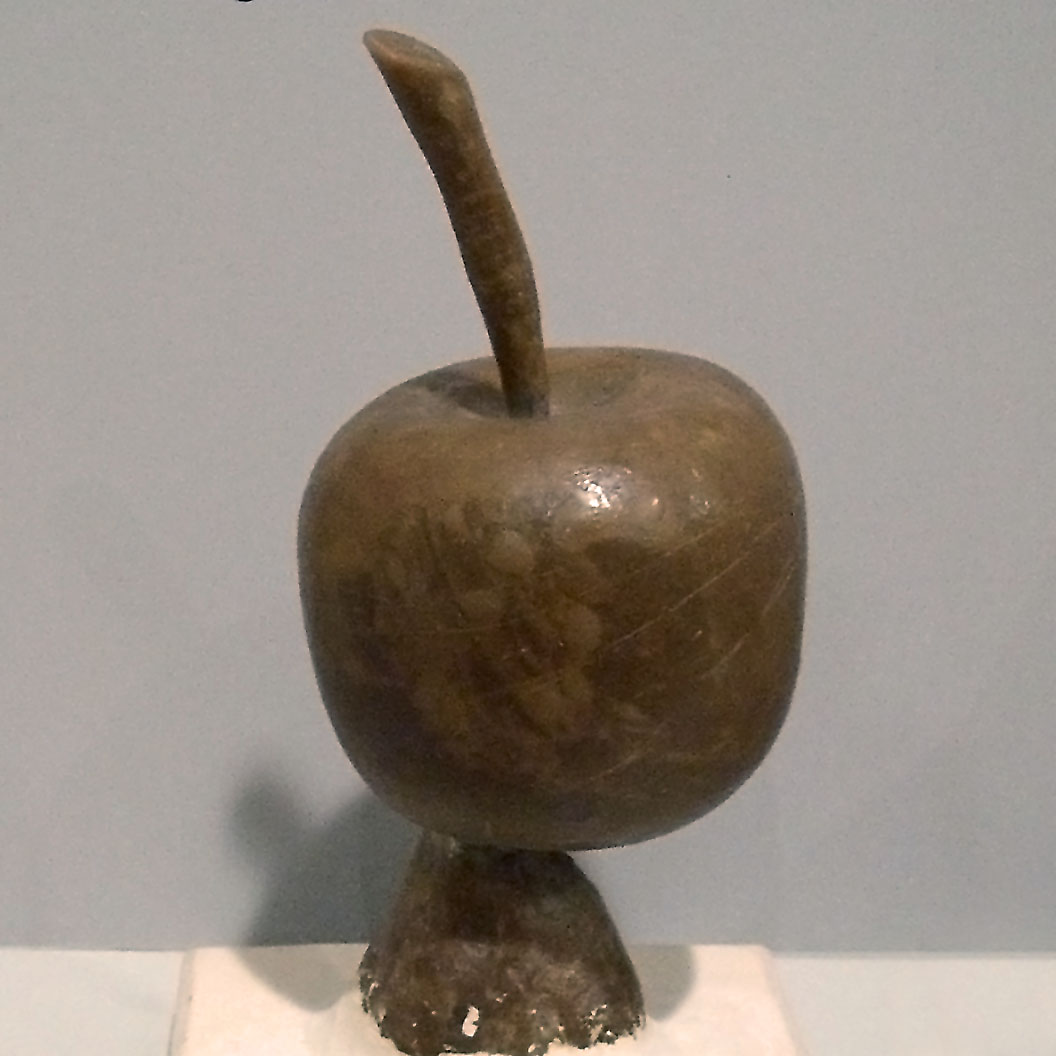
Een geboetseerde appel van was
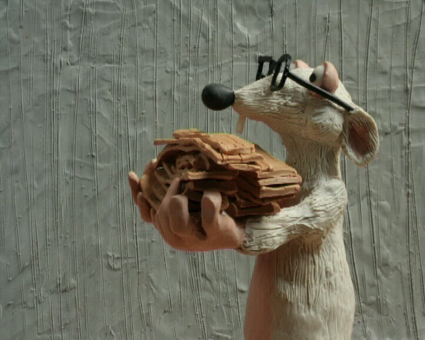
Een rat van plasticine